# コウヤの伝説
『コウヤの伝説』（コウヤのでんせつ）は、時海結以による児童文学のシリーズ。イラストはゆづか正成（ゆづか まさなり）。フォア文庫（童心社）より発売。全4巻。

## 世界観
時海結以の公式ホームページによると、鎌倉時代（1333年）夏の話である。舞台は、鎌倉と神の野コウヤ。歴史上に実在した事件（例えば元弘の乱）や、人物北条高時などが登場している。

## 作品タイトル
- コウヤの伝説1 金色の竜（2005年3月、童心社、フォア文庫）
- コウヤの伝説2 まもりの刀（2006年1月、童心社、フォア文庫）
- コウヤの伝説3 みちびきの玉（2006年7月、童心社、フォア文庫）
- コウヤの伝説4 ふぶきの山（2007年1月、童心社、フォア文庫）

## 登場人物
吾郎（ごろう）
金色の三角を持つ三人組の一人。元気印で、弟想いの良いお兄さん。ついでに、声が大きい。特技は大声を利用した「音声雷」（おんじょうらい）という技。両親はすでに死去。農民の子だが、三輪の殿様に取り立てられるならなりたくない、と考え、バサラに協力する。しかし、後にバサラにのろいをかけられ、利用されただけだった、と知り決別する。
みさ可（みさか）
金色の三角を持つ三人組の中で、紅一点。女性の着物を嫌い、男の子の着物と袴を身につけ、刀を帯びている。男勝りな性格で、兄を稽古で負かすくらい武芸のたしなみがある。
きじゅ丸（きじゅまる）
金色の三角を持つ三人組の一人。北条高時の息子。双子だったので、寺にあずけられていたため、元弘の乱で死なずにすんだ。後に弟の名前を受け継ぎ、北条時行を名乗る。相手の額をさわると、その人の気分の悪さや痛みを取り除く力を有する。守り刀として「鬼丸」を持っている。
いぶき
コウヤで出会った帝の子。きじゅ丸によると、本名は世良親王（ひろながしんのう）。とても食いしん坊。